# Honda Stream
Honda Stream var en MPV fra den japanske bilfabrikant Honda. Bilen afløste Honda Shuttle i 2000 og fik et facelift i starten af 2004.
I modsætning til sin forgænger var Stream ikke baseret på platformen fra Accord, men derimod på den mindre Civic. Dimensioner og rummål blev dermed tilsvarende mindre. Med en flad taglinie havde bilen en sportslig optik. Bilen fandtes med benzinmotorer på 1,7 og 2,0 liter med en effekt på hhv. 125 og 156 hk. Der var ikke nogen dieselmotor i programmet.
I 2007 blev eksporten til Europa indstillet.
- Honda Stream
(2000–2004)
- Bagfra
- Honda Stream
(2004–2007)
- Bagfra

## Tekniske specifikationer[2]
| Model | Cylindre | Ventiler | Slagvolume cm³ | Max. effekt kW (hk) / omdr. | Max. drejningsmoment Nm / omdr. | 0-100 km/t sek. | Topfart km/t | Byggeår     |
| ----- | -------- | -------- | -------------- | --------------------------- | ------------------------------- | --------------- | ------------ | ----------- |
| 1.7   | 4        | 16       | 1668           | 92 (125) / 6300             | 154 / 4800                      | 11,1            | 190          | 2000 − 2007 |
| 2.0   | 4        | 16       | 1998           | 115 (156) / 6500            | 192 / 4000                      | 9,4             | 205          | 2000 − 2007 |

## Anden generation
I Japan og andre fjernøstlige lande kom der i 2006 en ny generation af Honda Stream, som dog hverken sælges i Europa eller Nordamerika.
- Honda Stream (2006−)
- Bagfra